# Lijst van steden en dorpen in Zuid-Holland
Lijst van Zuid-Hollandse steden, dorpen en buurtschappen met een verwijzing naar de gemeente waaronder ze vallen. Wat wel en wat niet in de lijst komt is bepaald door de index van de Topografische Atlas 1:25000 voor het laatst uitgegeven in 2004 door de ANWB. Eventuele wijzigingen betreffende gemeentelijke herindelingen zijn meegenomen t/m 2023.

## A
- Aarlanderveen (dorp in de gemeente Alphen aan den Rijn)
- Abbenbroek (dorp in de gemeente Nissewaard)
- Abtswoude (voormalige buurtschap in de gemeente Delft)
- Achterbroek (buurtschap in de gemeente Krimpenerwaard)
- Achter-Lindt (buurtschap in de gemeente Zwijndrecht)
- Achthuizen (dorp in de gemeente Goeree-Overflakkee)
- Achttienhoven (gehucht in de gemeente Nieuwkoop)
- Alblasserdam (hoofdplaats van de gemeente Alblasserdam)
- Alphen aan den Rijn (hoofdplaats van de gemeente Alphen aan den Rijn)
- Ammerstol (dorp in de gemeente Krimpenerwaard)
- Arkel (dorp in de gemeente Molenlanden)

## B
- Baakwoning (buurtschap in de gemeente Westland)
- Baanhoek (buurtschap in de gemeente Sliedrecht)
- Barendrecht (hoofdplaats van de gemeente Barendrecht)
- Barendrechtse Veer (buurtschap in de gemeente Barendrecht)
- Battenoord (buurtschap in de gemeente Goeree-Overflakkee)
- Beerenplaat (buurtschap in de gemeente Nissewaard)
- Benedenberg (buurtschap in de gemeente Krimpenerwaard)
- Beneden-Haastrecht (buurtschap in de gemeente Krimpenerwaard)
- Benedenheul (buurtschap in de gemeente Krimpenerwaard)
- Benedenkerk (buurtschap in de gemeente Krimpenerwaard)
- Bent (buurtschap in de gemeente Alphen aan den Rijn)
- Benthuizen (dorp in de gemeente Alphen aan den Rijn)
- Bergambacht (dorp in de gemeente Krimpenerwaard)
- Bergschenhoek (hoofdplaats van de gemeente Lansingerland)
- Bergstoep (buurtschap in de gemeente Krimpenerwaard)
- Berkel en Rodenrijs (dorp in de gemeente Lansingerland)
- Berkenwoude (dorp in de gemeente Krimpenerwaard)
- Beijersche, 't (buurtschap in de gemeente Krimpenerwaard)
- Biert (buurtschap in de gemeente Nissewaard)
- Bilderdam (buurtschap in de gemeente Kaag en Braassem)
- Blaaksedijk (buurtschap in de gemeente Hoeksche Waard)
- Blaker (buurtschap in de gemeente Westland)
- Bleiswijk (dorp in de gemeente Lansingerland)
- Bleskensgraaf (dorp in de gemeente Molenlanden)
- Blokland (buurtschap in de gemeente Nieuwkoop)
- Bodegraven (hoofdplaats van de gemeente Bodegraven-Reeuwijk)
- Bolnes (dorp in de gemeente Ridderkerk)
- Bommel, Den (dorp in de gemeente Goeree-Overflakkee)
- Bommelskous (buurtschap in de gemeente Hoeksche Waard)
- Bonrepas (buurtschap in de gemeente Krimpenerwaard)
- Boskoop (dorp in de gemeente Alphen aan den Rijn)
- Bovenberg (buurtschap in de gemeente Krimpenerwaard)
- Boven-Haastrecht (buurtschap in de gemeente Krimpenerwaard)
- Boven-Hardinxveld (dorp in de gemeente Hardinxveld-Giessendam)
- Bovenkerk (buurtschap in de gemeente Krimpenerwaard)
- Brandwijk (dorp in de gemeente Molenlanden)
- Brielle (stad in de gemeente Voorne aan Zee)
- Burgersdijk (buurtschap in de gemeente Westland)

## C
- Capelle aan den IJssel (hoofdplaats van de gemeente Capelle aan den IJssel)
- Cillaarshoek (buurtschap in de gemeente Hoeksche Waard)

## D
- Dalem (dorp in de gemeente Gorinchem)
- Delfgauw (dorp in de gemeente Pijnacker-Nootdorp)
- Delft (stad en hoofdplaats van de gemeente Delft)
- Deijl, Den (buurtschap in de gemeente Wassenaar)
- Dirksland (dorp in de gemeente Goeree-Overflakkee)
- Donk, de (buurtschap in de gemeente Molenlanden)
- Dool, Den (buurtschap in de gemeente Molenlanden)
- Dordrecht (stad en hoofdplaats van de gemeente Dordrecht)
- Driebruggen (dorp in de gemeente Bodegraven-Reeuwijk)
- Driesprong, De (buurtschap in de gemeente Westland)

## E
- Engel, De (buurtschap in de gemeente Lisse)

## G
- Gaag-Maasland (buurtschap in de gemeente Midden-Delfland)
- Gaag-Schipluiden (buurtschap in de gemeente Midden-Delfland)
- Geervliet (stad in de gemeente Nissewaard)
- Gelderswoude (dorp in de gemeente Zoeterwoude)
- Gelkenes (buurtschap in de gemeente Molenlanden)
- Giessenburg (dorp in de gemeente Molenlanden)
- Giessen-Oudekerk (buurtschap in de gemeente Molenlanden)
- Gijbeland (dorp in de gemeente Molenlanden)
- Gnephoek (buurtschap in de gemeente Alphen aan den Rijn)
- Goedereede (stad in de gemeente Goeree-Overflakkee)
- Goidschalxoord (buurtschap in de gemeente Hoeksche Waard)
- Gooland (buurtschap in de gemeente Pijnacker-Nootdorp)
- Gorinchem (stad en hoofdplaats van de gemeente Gorinchem)
- Gouda (stad en hoofdplaats van de gemeente Gouda)
- Gouderak (dorp in de gemeente Krimpenerwaard)
- Goudriaan (dorp in de gemeente Molenlanden)
- Goudseweg (buurtschap in de gemeente Krimpenerwaard)
- Goudswaard (dorp in de gemeente Hoeksche Waard)
- Graafland (buurtschap in de gemeente Molenlanden)
- 's-Gravendeel (dorp in de gemeente Hoeksche Waard)
- 's-Gravenhage (hoofdstad van de provincie Zuid-Holland en hoofdplaats van de gemeente 's-Gravenhage)
- 's-Gravenweg (buurtschap in de gemeente Zuidplas)
- 's-Gravenzande (stad in de gemeente Westland)
- Greup (buurtschap in de gemeente Hoeksche Waard)
- Groenendijk (buurtschap in de gemeente Alphen aan den Rijn)
- Groeneweg (voormalige buurtschap in de gemeente Rotterdam)
- Groot-Ammers (dorp in de gemeente Molenlanden)
- Groot Hitland (buurtschap in de gemeente Zuidplas)

## H
- Den Haag (hoofdstad van de provincie Zuid-Holland en hoofdplaats van de gemeente Den Haag)
- Haagoord (buurtschap in de gemeente 's-Gravenhage)
- Haantje, 't (buurtschap in de gemeente Rijswijk)
- Haastrecht (stad in de gemeente Krimpenerwaard)
- Halfweg (buurtschap in de gemeente Lisse)
- Hardinxveld-Giessendam (hoofdplaats van de gemeente Hardinxveld-Giessendam)
- Havenhoofd (buurtschap in de gemeente Goeree-Overflakkee)
- Hazerswoude-Dorp (dorp in de gemeente Alphen aan den Rijn)
- Hazerswoude-Rijndijk (dorp in de gemeente Alphen aan den Rijn)
- Heenvliet (stad in de gemeente Nissewaard)
- Heenweg (dorp in de gemeente Westland)
- Heerjansdam (dorp in de gemeente Zwijndrecht)
- Heimansbuurt (buurtschap in de gemeente Alphen aan den Rijn)
- Heinenoord (dorp in de gemeente Hoeksche Waard)
- Hekelingen (dorp in de gemeente Nissewaard)
- Helhoek (buurtschap in de gemeente Voorne aan Zee)
- Hellevoetsluis (stad in de gemeente Voorne aan Zee)
- Hem, De (buurtschap in de gemeente Krimpenerwaard)
- Hendrik-Ido-Ambacht (hoofdplaats van de gemeente Hendrik-Ido-Ambacht)
- Herkingen (dorp in de gemeente Goeree-Overflakkee)
- Heijde, Ter (dorp in de gemeente Westland)
- Heijplaat (dorp in de gemeente Rotterdam)
- Hillegom (hoofdplaats van de gemeente Hillegom)
- Hitland (buurtschap in de gemeente Zuidplas)
- Hitsertse Kade (buurtschap in de gemeente Hoeksche Waard)
- Hodenpijl (buurtschap in de gemeente Midden-Delfland)
- Hoek van Holland (dorp in de gemeente Rotterdam)
- Hogeveen (buurtschap in de gemeente Alphen aan den Rijn)
- Hollevoeterbrug (buurtschap in de gemeente Zuidplas)
- Honselersdijk (dorp in de gemeente Westland)
- Hoogblokland (dorp in de gemeente Molenlanden)
- Hoogmade (buurtschap in de gemeente Kaag en Braassem)
- Hoogvliet (stad in de gemeente Rotterdam)
- Hoorn (buurtschap in de gemeente Alphen aan den Rijn)
- Hoorn, Den (dorp in de gemeente Midden-Delfland)
- Hoornaar (dorp in de gemeente Molenlanden)

## K
- Kaag (buurtschap in de gemeente Kaag en Braassem)
- Kadijk (buurtschap in de gemeente Krimpenerwaard)
- Kandelaar (buurtschap in de gemeente Rotterdam)
- Katwijk (hoofdplaats van de gemeente Katwijk)
- Katwijkerlaan (buurtschap in de gemeente Pijnacker-Nootdorp)
- Keizersdijk (buurtschap in de gemeente Hoeksche Waard)
- Kerkbuurt (buurtschap in de gemeente Schiedam)
- Kijfhoek (buurtschap in de gemeente Zwijndrecht)
- Kinderdijk (dorp in de gemeente Molenlanden)
- Klaaswaal (dorp in de gemeente Hoeksche Waard)
- Klei, De (buurtschap in de gemeente Noordwijk)
- Klein-Delfgauw (buurtschap in de gemeente Delft)
- Kleine-Lindt (buurtschap in de gemeente Zwijndrecht)
- Klein Hitland (buurtschap in de gemeente Zuidplas)
- Klem, De (buurtschap in de gemeente Hoeksche Waard)
- Klinkenberg (buurtschap in de gemeente Teylingen)
- Koedood (buurtschap in de gemeente Barendrecht)
- Kooi, De (buurtschap in de gemeente Gorinchem)
- Kooiwijk (buurtschap in de gemeente Molenlanden)
- Koolwijk (buurtschap in de gemeente Krimpenerwaard)
- Kop van 't Land (buurtschap in de gemeente Dordrecht)
- Kortenoord (buurtschap in de gemeente Zuidplas)
- Korteraar (buurtschap in de gemeente Nieuwkoop)
- Kortland (buurtschap in de gemeente Alblasserdam)
- Koudekerk aan den Rijn (dorp in de gemeente Alphen aan den Rijn)
- Kralingseveer (buurtschap in de gemeente Rotterdam)
- Krimpen aan de Lek (dorp in de gemeente Krimpenerwaard)
- Krimpen aan den IJssel (hoofdplaats van de gemeente Krimpen aan den IJssel)
- Kruiningergors (buurtschap in de gemeente Voorne aan Zee)
- Kruisweg (buurtschap in de gemeente Lansingerland)
- Kuipersveer (buurtschap in de gemeente Hoeksche Waard)
- Kwintsheul (dorp in de gemeente Westland)

## L
- Lageweg (buurtschap in de gemeente Krimpenerwaard)
- Langeraar (dorp in de gemeente Nieuwkoop)
- Langerak (dorp in de gemeente Molenlanden)
- Langeweide (buurtschap in de gemeente Bodegraven-Reeuwijk)
- Langstraat (buurtschap in de gemeente Goeree-Overflakkee)
- Leiden (stad en hoofdplaats van de gemeente Leiden)
- Leiderdorp (hoofdplaats van de gemeente Leiderdorp)
- Leidschendam (stad en hoofdplaats van de gemeente Leidschendam-Voorburg)
- Leidschenveen-Ypenburg (Plaats in de gemeente Den Haag)
- Leimuiden (dorp in de gemeente Kaag en Braassem)
- Lekkerkerk (dorp in de gemeente Krimpenerwaard)
- Lier, De (dorp in de gemeente Westland)
- Liesveld (buurtschap in de gemeente Molenlanden)
- Lierhand (buurtschap in de gemeente Midden-Delfland)
- Lisse (hoofdplaats van de gemeente Lisse)
- Loete (buurtschap in de gemeente Alphen aan den Rijn)
- Loosduinen (voormalig tuindersdorp, nu deel van Den Haag)
- Lucht, Ter (buurtschap in de gemeente Midden-Delfland)

## M
- Maaldrift (buurtschap in de gemeente Wassenaar)
- Maasdam (dorp in de gemeente Hoeksche Waard)
- Maasdijk (dorp in de gemeente Westland)
- Maasdijk (buurtschap in de gemeente Hoeksche Waard)
- Maasland (dorp in de gemeente Midden-Delfland)
- Maassluis (stad en hoofdplaats van de gemeente Maassluis)
- Mariëndijk (buurtschap in de gemeente Westland)
- Matena (buurtschap in de gemeente Papendrecht)
- Meije, De (lintdorp in de gemeenten Bodegraven-Reeuwijk, Nieuwkoop en het Utrechtse Woerden)
- Melissant (dorp in de gemeente Goeree-Overflakkee)
- Middelburg (buurtschap in de gemeente Bodegraven-Reeuwijk)
- Middelharnis (hoofdplaats van de gemeente Goeree-Overflakkee)
- Middelsluis (buurtschap in de gemeente Hoeksche Waard)
- Mijnsheerenland (dorp in de gemeente Hoeksche Waard)
- Minkeloos (buurtschap in de gemeente Molenlanden)
- Moerkapelle (dorp in de gemeente Zuidplas)
- 's-Molenaarsbuurt (buurtschap in de gemeente Alphen aan den Rijn)
- Molenaarsgraaf (dorp in de gemeente Molenlanden)
- Monster (dorp in de gemeente Westland)
- Mookhoek (buurtschap in de gemeente Hoeksche Waard)
- Moordrecht (dorp in de gemeente Zuidplas)

## N
- Naaldwijk (stad en hoofdplaats van de gemeente Westland)
- Negenhuizen (buurtschap in de gemeente Midden-Delfland)
- Nieuw-Beijerland (dorp in de gemeente Hoeksche Waard)
- Nieuwe Tuinen (buurtschap in de gemeente Westland)
- Nieuwe Wetering (buurtschap in de gemeente Kaag en Braassem)
- Nieuwendijk (buurtschap in de gemeente Hoeksche Waard)
- Nieuwenhoorn (dorp in de gemeente Voorne aan Zee)
- Nieuwerbrug (dorp in de gemeente Bodegraven-Reeuwijk)
- Nieuwerkerk aan den IJssel (hoofdplaats van de gemeente Zuidplas)
- Nieuwe-Tonge (dorp in de gemeente Goeree-Overflakkee)
- Nieuwkoop (dorp in de gemeente Nieuwkoop)
- Nieuw-Lekkerland (dorp in de gemeente Molenlanden)
- Nieuwpoort (stad in de gemeente Molenlanden)
- Nieuwveen (hoofdplaats van de gemeente Nieuwkoop)
- Noordeinde (buurtschap in de gemeente Lansingerland)
- Noordeinde (buurtschap in de gemeente Nieuwkoop)
- Noordeloos (dorp in de gemeente Molenlanden)
- Noorden (buurtschap in de gemeente Nieuwkoop)
- Noordse Buurt (buurtschap in de gemeente Nieuwkoop)
- Noordse Dorp (buurtschap in de gemeente Nieuwkoop)
- Noordwijk aan Zee (dorp in de gemeente Noordwijk)
- Noordwijk-Binnen (dorp in de gemeente Noordwijk)
- Noordwijkerhout (dorp in de gemeente Noordwijk)
- Noordzijde (buurtschap in de gemeente Bodegraven-Reeuwijk)
- Nootdorp (dorp in de gemeente Pijnacker-Nootdorp)
- Noukoop (buurtschap in de gemeente Pijnacker-Nootdorp)
- Numansdorp (dorp in de gemeente Hoeksche Waard)

## O
- Oegstgeest (hoofdplaats van de gemeente Oegstgeest)
- Ofwegen (buurtschap in de gemeente Kaag en Braassem)
- Ooltgensplaat (dorp in de gemeente Goeree-Overflakkee)
- Oostbuurt (buurtschap in de gemeente Westland)
- Oostdijk (buurtschap in de gemeente Goeree-Overflakkee)
- Oosteind (buurtschap in de gemeente Papendrecht)
- Oosteinde (buurtschap in de gemeente Bodegraven-Reeuwijk)
- Oosteinde (buurtschap in de gemeente Teylingen)
- Oostendam (dorp in de gemeente Ridderkerk)
- Oosthoek (buurtschap in de gemeente Hoeksche Waard)
- Oostvoorne (dorp in de gemeente Voorne aan Zee)
- Opperduit (buurtschap in de gemeente Krimpenerwaard)
- Ottoland (dorp in de gemeente Molenlanden)
- Oud Ade (dorp in de gemeente Kaag en Braassem)
- Oud-Alblas (dorp in de gemeente Molenlanden)
- Oud-Beijerland (hoofdplaats van de gemeente Hoeksche Waard)
- Oud-Bodegraven (buurtschap in de gemeente Bodegraven-Reeuwijk)
- Ouddorp (dorp in de gemeente Goeree-Overflakkee)
- Oudeland (buurtschap in de gemeente Krimpenerwaard)
- Oude Leede (buurtschap in de gemeente Pijnacker-Nootdorp)
- Oude Molen (buurtschap in de gemeente Ridderkerk)
- Oude-Tonge (dorp in de gemeente Goeree-Overflakkee)
- Oude Wetering (dorp in de gemeente Kaag en Braassem)
- Oudendijk (Goudswaard) (buurtschap in de gemeente Hoeksche Waard)
- Oudendijk (Strijen) (buurtschap in de gemeente Hoeksche Waard)
- Oudenhoorn (dorp in de gemeente Voorne aan Zee)
- Ouderkerk aan den IJssel (dorp in de gemeente Krimpenerwaard)
- Oud-Reeuwijk (buurtschap in de gemeente Bodegraven-Reeuwijk)
- Oud Verlaat (buurtschap in de gemeente Zuidplas)
- Oukoop (buurtschap in de gemeente Bodegraven-Reeuwijk)
- Overslingeland (buurtschap in de gemeente Molenlanden)

## P
- Pan, De (buurtschap in de gemeente Katwijk)
- Papendrecht (hoofdplaats van de gemeente Papendrecht)
- Papenveer (buurtschap in de gemeente Nieuwkoop)
- Park Leeuwenbergh (buurtschap in de gemeente Leidschendam-Voorburg)
- Pernis (dorp in de gemeente Rotterdam)
- Piershil (dorp in de gemeente Hoeksche Waard)
- Pijnacker (hoofdplaats van de gemeente Pijnacker-Nootdorp)
- Pinke(n)veer (buurtschap in de gemeente Molenlanden)
- Platteweg (buurtschap in de gemeente Bodegraven-Reeuwijk)
- Poeldijk (dorp in de gemeente Westland)
- Poortugaal (hoofdplaats van de gemeente Albrandswaard)
- Puttershoek (dorp in de gemeente Hoeksche Waard)

## R
- Randenburg (buurtschap in de gemeente Bodegraven-Reeuwijk)
- Reedijk (buurtschap in de gemeente Hoeksche Waard)
- Reeuwijk-Brug (dorp in de gemeente Bodegraven-Reeuwijk)
- Reeuwijk-Dorp (dorp in de gemeente Bodegraven-Reeuwijk)
- Rhoon (dorp in de gemeente Albrandswaard)
- Ridderbuurt (buurtschap in de gemeente Alphen aan den Rijn)
- Ridderkerk (hoofdplaats van de gemeente Ridderkerk)
- Rietveld (buurtschap in de gemeente Molenlanden)
- Rietveld (buurtschap in de gemeente Alphen aan den Rijn)
- Rijnsaterwoude (dorp in de gemeente Kaag en Braassem)
- Rijnsburg (dorp in de gemeente Katwijk)
- Rijpwetering (buurtschap in de gemeente Kaag en Braassem)
- Rijsoord (dorp in de gemeente Ridderkerk)
- Rijswijk (hoofdplaats van de gemeente Rijswijk)
- Rockanje (hoofdplaats van de gemeente Voorne aan Zee)
- Roeleveen (buurtschap in de gemeente Zoetermeer)
- Roelofarendsveen (hoofdplaats van de gemeente Kaag en Braassem)
- Roemer, De (buurtschap in de gemeente Alphen aan den Rijn)
- Rolpaal (buurtschap in de gemeente Westland)
- Rotte, De (buurtschap in de gemeente Lansingerland)
- Rotterdam (stad en hoofdplaats van de gemeente Rotterdam)
- Rozenburg (dorp in de gemeente Rotterdam)
- Ruigenhoek (buurtschap in de gemeente Noordwijk)

## S
- Sassenheim (hoofdplaats van de gemeente Teylingen)
- Schelluinen (dorp in de gemeente Molenlanden)
- Schenkeldijk (Zuid-Beijerland) (buurtschap in de gemeente Hoeksche Waard)
- Schenkeldijk (Strijen) (buurtschap in de gemeente Hoeksche Waard)
- Scheveningen (plaats in de gemeente Den Haag)
- Schiedam (stad en hoofdplaats van de gemeente Schiedam)
- Schipluiden (hoofdplaats van de gemeente Midden-Delfland)
- Schoonhoven (stad in de gemeente Krimpenerwaard)
- Schoonouwen (buurtschap in de gemeente Krimpenerwaard)
- Schuring (buurtschap in de gemeente Hoeksche Waard)
- Schuwacht (buurtschap in de gemeente Krimpenerwaard)
- Simonshaven (dorp in de gemeente Nissewaard)
- Sint Anthoniepolder (buurtschap in de gemeente Hoeksche Waard)
- Sion (buurtschap in de gemeente Rijswijk)
- Sliedrecht (hoofdplaats van de gemeente Sliedrecht)
- Slikkerveer (dorp in de gemeente Ridderkerk)
- Sluipwijk (buurtschap in de gemeente Bodegraven-Reeuwijk)
- Smitshoek (dorp in de gemeente Barendrecht)
- Sommelsdijk (dorp in de gemeente Goeree-Overflakkee)
- Spijkenisse (stad en hoofdplaats van de gemeente Nissewaard)
- Spoelwijk (buurtschap in de gemeente Alphen aan den Rijn)
- Stad aan 't Haringvliet (dorp in de gemeente Goeree-Overflakkee)
- Steenplaats (buurtschap in de gemeente Hoeksche Waard)
- Stein (buurtschap in de gemeente Krimpenerwaard)
- Stellendam (dorp in de gemeente Goeree-Overflakkee)
- Stolwijk (hoofdplaats van de gemeente Krimpenerwaard)
- Stolwijkersluis (buurtschap in de gemeente Gouda)
- Stompwijk (dorp in de gemeente Leidschendam-Voorburg)
- Stormpolder (buurtschap in de gemeente Krimpen aan den IJssel)
- Streefkerk (dorp in de gemeente Molenlanden)
- Strijen (dorp in de gemeente Hoeksche Waard)
- Strijensas (buurtschap in de gemeente Hoeksche Waard)
- Strijp (buurtschap in de gemeente Rijswijk)
- Strype (buurtschap in de gemeente Voorne aan Zee)
- Stuifakker (buurtschap in de gemeente Voorne aan Zee)

## T
- Teijlingen (buurtschap in de gemeente Teylingen)
- Tempel (buurtschap in de gemeente Bodegraven-Reeuwijk)
- Ter Aar (dorp in de gemeente Nieuwkoop)
- Terbregge (dorp in de gemeente Rotterdam)
- Tiengemeten (buurtschap in de gemeente Hoeksche Waard)
- Tinte (buurtschap in de gemeente Voorne aan Zee)
- Tussenlanen (buurtschap in de gemeente Krimpenerwaard)
- Tweede Tol (buurtschap in de gemeente Dordrecht)
- Tweede Vlotbrug (buurtschap in de gemeente Nissewaard)

## V
- Valkenburg (dorp in de gemeente Katwijk)
- Vierpolders (dorp in de gemeente Voorne aan Zee)
- Vlaardingen (stad en hoofdplaats van de gemeente Vlaardingen)
- Vlieland (buurtschap in de gemeente Pijnacker-Nootdorp)
- Vlist (dorp in de gemeente Krimpenerwaard)
- Vlotbrug (buurtschap in de gemeente Voorne aan Zee)
- Voorburg (stad in de gemeente Leidschendam-Voorburg)
- Voorhout (hoofdplaats van de gemeente Teylingen)
- Voorschoten (hoofdplaats van de gemeente Voorschoten)
- Voorweg (buurtschap in de gemeente Alphen aan den Rijn)
- Vriezekoop (buurtschap in de gemeente Kaag en Braassem)
- Vrouwenakker (buurtschap in de gemeente Nieuwkoop)
- Vuilendam (buurtschap in de gemeente Molenlanden)
- Vuurbaken (buurtschap in de gemeente Hoeksche Waard)

## W
- Waarder (dorp in de gemeente Bodegraven-Reeuwijk)
- Wacht, De (buurtschap in de gemeente Hoeksche Waard)
- Waddinxveen (hoofdplaats van de gemeente Waddinxveen)
- Warmond (dorp in de gemeente Teylingen)
- Wassenaar (hoofdplaats van de gemeente Wassenaar)
- Wateringen (dorp in de gemeente Westland)
- Weipoort (buurtschap in de gemeente Zoeterwoude)
- Weijland (buurtschap in de gemeente Bodegraven-Reeuwijk)
- Weijpoort (buurtschap in de gemeente Bodegraven-Reeuwijk)
- Westdijk (buurtschap in de gemeente Hoeksche Waard)
- Westeinde (buurtschap in de gemeente Alphen aan den Rijn)
- Westeinde (buurtschap in de gemeente Zoeterwoude)
- Westerlee (buurtschap in de gemeente Westland)
- Westmaas (dorp in de gemeente Hoeksche Waard)
- Wevershoek (buurtschap in de gemeente Ridderkerk)
- Wieldrecht (buurtschap in de gemeente Dordrecht)
- Wijngaarden (dorp in de gemeente Molenlanden)
- Willemsdorp (buurtschap in de gemeente Dordrecht)
- Willige Langerak (buurtschap in de gemeente Krimpenerwaard)
- Wilsveen (buurtschap in de gemeente Leidschendam-Voorburg)
- Windas (buurtschap in de gemeente Schiedam)
- Woerdense Verlaat (buurtschap in de gemeente Nieuwkoop)
- Woubrugge (dorp in de gemeente Kaag en Braassem)
- Woudt, 't (dorp in de gemeente Midden-Delfland)

## Y
IJssellaan (buurtschap in de gemeente Krimpenerwaard)
- IJzerenbrug (buurtschap in de gemeente Voorne aan Zee)

## Z
- Zevenhoven (dorp in de gemeente Nieuwkoop)
- Zevenhuizen (buurtschap in de gemeente Kaag en Braassem)
- Zevenhuizen (dorp in de gemeente Zuidplas)
- De Zilk (buurtschap in de gemeente Noordwijk)
- Zinkweg (buurtschap in de gemeente Hoeksche Waard)
- Zoetermeer (stad en hoofdplaats van de gemeente Zoetermeer)
- Zoeterwoude-Dorp (dorp in de gemeente Zoeterwoude)
- Zoeterwoude-Rijndijk (dorp in de gemeente Zoeterwoude)
- Zouteveen (buurtschap in de gemeente Midden-Delfland)
- Zuid-Beijerland (dorp in de gemeente Hoeksche Waard)
- Zuidbroek (buurtschap in de gemeente Krimpenerwaard)
- Zuidbuurt (buurtschap in de gemeente Zoeterwoude)
- Zuidland (dorp in de gemeente Nissewaard)
- Zuideinde (buurtschap in de gemeente Nieuwkoop)
- Zuidzijde (buurtschap in de gemeente Bodegraven-Reeuwijk)
- Zuidzijde (buurtschap in de gemeente Goeree-Overflakkee)
- Zuidzijde (buurtschap in de gemeente Hoeksche Waard)
- Zwaantje (buurtschap in de gemeente Ridderkerk)
- Zwammerdam (dorp in de gemeente Alphen aan den Rijn)
- Zwanegat (buurtschap in de gemeente Hoeksche Waard)
- Zwartewaal (dorp in de gemeente Voorne aan Zee)
- Zwartsluisje (buurtschap in de gemeente Hoeksche Waard)
- Zwet (buurtschap in de gemeente Ridderkerk)
- Zweth (buurtschap op de grens van de gemeenten Midden-Delfland en Rotterdam)
- Zwijndrecht (hoofdplaats van de gemeente Zwijndrecht)